# Église Saint-Jean-Baptiste de Lahosse
L'église Saint-Jean-Baptiste se situe sur la commune de Lahosse, dans le département français des Landes.

## Présentation
L’église actuelle a été construite en 1929 par Henri Sajous et Charles Hébrard, architectes à Biarritz, et par l’entreprise Gaulin de Mugron. Elle remplace une ancienne église paroissiale, occupant l'emplacement du cimetière actuel, dont l'entretien était négligé et les réparations insuffisantes. Sa fermeture fut décidée en décembre 1926.
La nouvelle église fut érigée en moins d'un an et consacrée en avril 1929. 
Vu de l’extérieur, le bâtiment est original, d'une grande simplicité. Les ouvertures dans les murs latéraux et les contreforts évoquent l’ancienne église, tout comme  le clocher, en quelque sorte intégré au bâtiment, qui dépasse à peine du mur principal, comme celui de l'église démolie.
La porte d'entrée à double battants donne accès dans un porche fermé. Sur la droite, un escalier permet d’accéder à la tribune. Ce qui frappe au premier abord lorsqu'on pénètre dans la nef, c'est la lumière et l'impression de calme, la sobriété des lignes, l’harmonie et le côté désuet de l'ensemble : le plafond - on retrouve le même dans l'église Saint-Laurent de Caupenne, les chaises, dont certaines portent toujours les initiales, voire le nom de leur propriétaire, et qui constituent l’essentiel du mobilier, les lustres en fer forgé, les vitraux, le sol qui a gardé le dallage d’origine. Parmi les éléments remarquables se trouvent des colonnes géminées, les sculptures des chapiteaux, le Christ ancien, le maître autel, légèrement surélevé.
La décoration intérieure est l’œuvre de Gabriel Rispal, qui a sculpté les chapiteaux des colonnes, la table sainte, les autels latéraux, le maître-autel et le Christ ainsi que le baptistère. La table sainte (qui rappelle celle de l’ancienne église) a été démontée. Certains éléments (les losanges centraux) se trouvent près des autels latéraux, d'autres ont été empilés pour en faire un support de vase. Le baptistère se trouve au fond, à gauche en entrant, isolé par une grille.
Le chemin de croix polychrome est l'œuvre de Antoine–Marie Raynolt.
Les architectes n’ont  pas lésiné sur la qualité des matériaux : les colonnes sont en pierre de Mugron, les dalles du chœur et les marches sont en Vilhonneur (une pierre dure provenant de la ville du même nom, en Dordogne), les chapiteaux, la table sainte, le baptistère, le maître autel et les deux autels  latéraux ont été sculptés dans du Tercé (pierre calcaire extraite de la ville de Tercé,  dans la Vienne). 
Certains vitraux – ceux du chœur - ont été exécutés par Delmas à Bordeaux, d’après les dessins des architectes. D’autres proviennent de l’église démolie, ils avaient été restaurés peu de temps avant. Certains portent une date : Toulouse  1886.
Vous trouverez un article plus complet sur mon blog : incursionsdansle passédelahosse